# Jobaháza
Jobaháza es un pueblo húngaro perteneciente al condado de Győr-Moson-Sopron, distrito de Csorna.

## Superficie
Cuenta con una superficie de 8,06 kilómetros cuadrados.

## Demografía
Hasta 2023 la población era de 499 habitantes, con una densidad de población de 61,91 habitantes por kilómetro cuadrado.
| Gráfica de evolución demográfica de Jobaháza entre 2018 y 2023 |
|                                                                |
| Datos según la Oficina Central de Estadística de Hungría.      |